# Avenue Henri-Martin (Nanterre)
L'avenue Henri-Martin est une voie publique de la commune de Nanterre, dans le département français des Hauts-de-Seine.

## Situation et accès

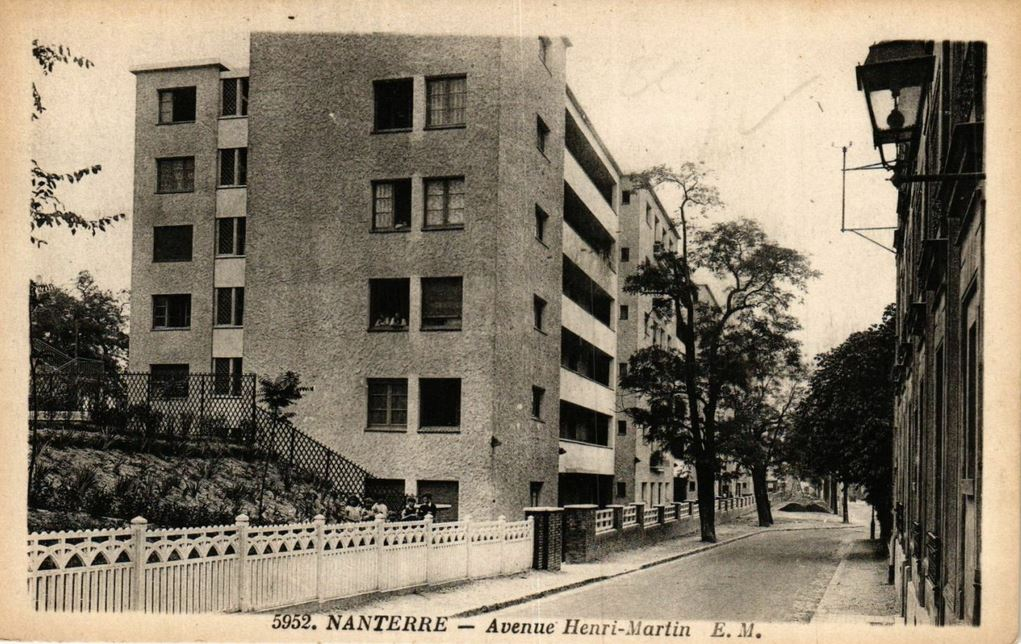
L'avenue Henri-Martin.

Cette avenue est desservie par la gare de Nanterre-Ville, sur la ligne A du RER. Son tracé suit celui de la route nationale 186, ancienne route départementale 986.
Elle commence au carrefour de la rue Ernest-Renan et de la route de Chatou. Elle se termine au carrefour du boulevard de la Seine dans le prolongement de l'avenue de la République.

## Origine du nom

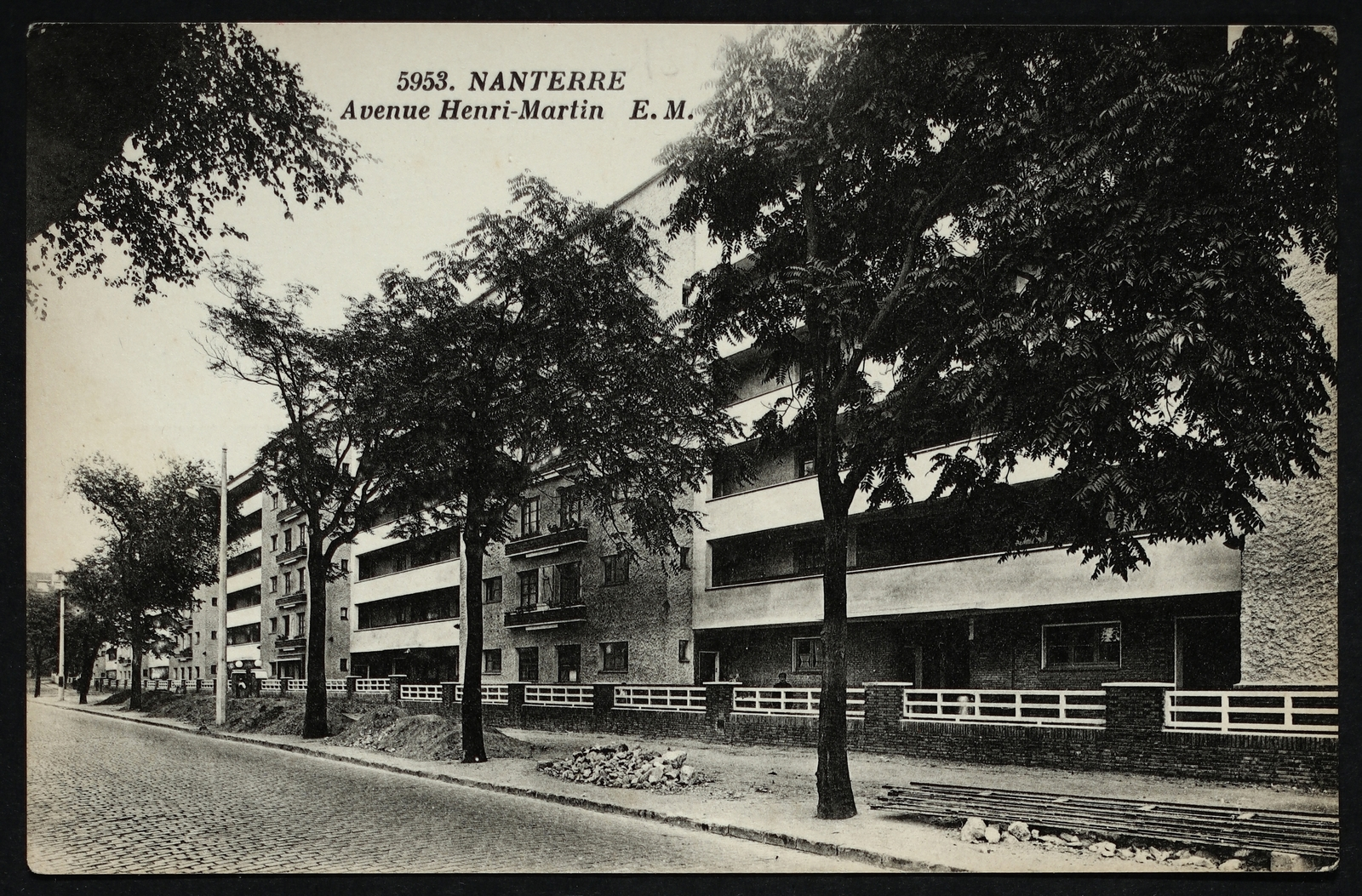
Avenue Henri-Martin.

En 1884, cette avenue prend le nom de l’historien Henri Martin.

## Historique
Elle se trouve sur le site d'un village gaulois découvert à l'angle de la rue Jules-Quentin, lors de la construction de l’autoroute A 86 en 1993.

## Bâtiments remarquables et lieux de mémoire

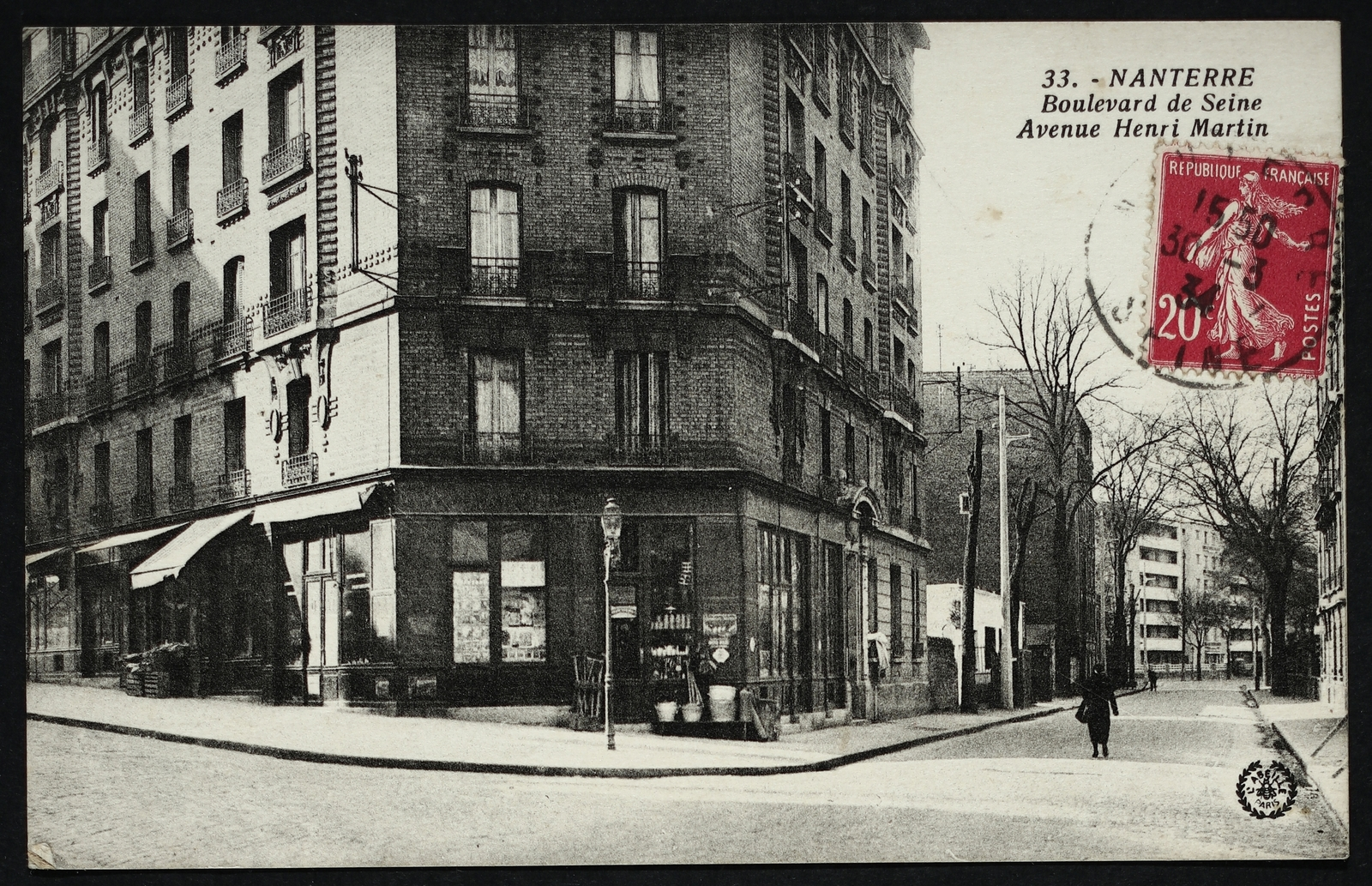
Le boulevard de la Seine et l'avenue Henri-Martin.

- Maison des Cheminots, bâtiment construit dans les années 1930. La façade extérieure est ornée de deux bas-reliefs, œuvres du sculpteur Paul Belmondo[3].